# Larry Wall

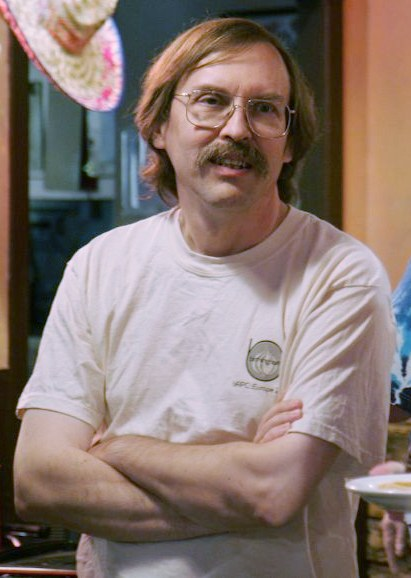
Larry Wall (2007)

Larry Wall (* 27. September 1954 in Los Angeles) ist ein US-amerikanischer Linguist, Programmierer und Autor.
Wall studierte an der Seattle Pacific University Linguistik und als graduate student an der University of California, Los Angeles (UCLA) und der University of California, Berkeley. Nach seinen Studien war er vor allem als Systemadministrator und Programmierer tätig, später auch als Buchautor. Wall arbeitete unter anderem für das Jet Propulsion Laboratory, für Unisys und für den O’Reilly Verlag.

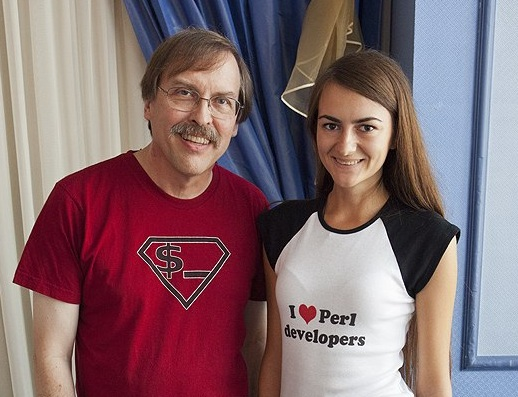
Larry Wall mit Fan (2013). Der T-Shirt-Aufdruck der Fanin lautet auf Deutsch: „Ich ❤️ Perl-Entwickler“; der Aufdruck auf Larrys Shirt verweist auf Superman, ersetzt jedoch dessen S durch Perls „topikale“ Variable $_.

Er ist Erfinder der Programmiersprache Perl, des weitverbreiteten Programms patch, Autor des Usenet-Clients rn und des Erzeugers von Konfigurationsscripten metaconfig. Er gewann zweimal den IOCCC-Wettbewerb (International Obfuscated C Code Contest) für den undurchsichtigsten C-Quelltext, erhielt im März 1993 den Dr. Dobbs Journal Excellence in Programming Award und im Oktober 1998 den ersten FSF Award. Das von ihm mitgeschriebene Kamelbuch (Programming Perl; insbesondere im Englischen aufgrund seiner Titelillustration gern als the camel book bezeichnet) war eines der ersten Bücher über Perl und gilt heute noch als Grundlage zum Studium der Sprache. Seit Jahren ist er vor allem mit der Neugestaltung der Perl-6-Syntax beschäftigt.
Wall ist, abgesehen von seinen Fähigkeiten als Programmierer, bekannt für seinen Humor, seinen Sprachwitz und seinen feinen Sinn für Ironie, der oft in Diskussionen im Usenet oder auf Mailinglisten, in Interviews und in Reden auf Open-Source-Kongressen zum Vorschein kommt.
Er ist verheiratet mit Gloria Wall, mit der er vier Kinder hat, darunter den Physiker Aron C. Wall. Außerdem bekennt er sich zu seinem christlichen Glauben. Er gehört der Cupertino New Life Nazarene Church an und spielt leidenschaftlich gern Geige.

## Schriften
- Larry Wall, Tom Christiansen, Jon Orwant: Programmieren mit Perl. 2.  Auflage. O’Reilly Verlag, Köln 2001, ISBN 978-3-89721-144-5 (englisch: Programming Perl. Übersetzt von Peter Klicman).